# Kasteel van Ardelay
Het Kasteel van Ardelay (Frans: Château d'Ardelay) is een kasteel in de (voormalige) Franse gemeente Ardelay, tegenwoordig Les Herbiers. Het kasteel is een beschermd historisch monument sinds 1927.
Het kasteel werd gebouwd in de 15e eeuw op de plaats van een oudere motteburcht. De vierkanten donjon deed dienst als leefruimte voor de kasteelheer. Het kasteel kende ook nog bouwfasen in de 16e en de 18e eeuw.
Schrijver François de la Rochefoucauld werd heer van Ardelay in 1627 door zijn huwelijk met Andrée de Vivonne.
Tijdens de Tweede Wereldoorlog werd het kasteel gebruikt door Duitse troepen, die het deels vernielden. In 1984 werd het kasteel aangekocht door de gemeente Les Herbiers en daarna gerestaureerd. Het deed daarna dienst als expositieruimte.